# Cadillac Fleetwood (1985–1988)
Der Cadillac Fleetwood der Modelljahre 1985 bis 1988 ist ein Oberklassefahrzeug, das der General-Motors-Konzern unter der Marke Cadillac vor allem auf nordamerikanischen Märkten verkaufte. Er ist das Schwestermodell des preisgünstigeren sechsten Generation des Cadillac DeVille und hat wie diese Frontantrieb. Eine besser ausgestattete Variante des Fleetwood mit längerem Radstand wurde ab 1987 als Fleetwood 60 Special verkauft, eine Repräsentationslimousine auf dieser Basis stand zeitweise als Fleetwood 75 im Programm.

## Entstehungsgeschichte
Seit 1977 war General Motors’ Spitzenmarke Cadillac im Full-Size-Segment mit Zwillingsmodellen DeVille und Fleetwood Brougham vertreten. Sie hatten als Reaktion auf die Auswirkungen der ersten Ölpreiskrise geringere Abmessungen und waren auch leichter als ihre bis 1976 produzierten Vorgänger, hatten aber mit Kastenrahmen und Hinterradantrieb weiterhin konventionelle, anspruchslose Technik.
Zum Modelljahr 1985 vollzog Cadillac ein weiteres Downsizing und damit verbunden eine technische Neuausrichtung. Cadillacs neue Volumenreihe war mehr als 600 mm kürzer als die alten Modelle von 1977 und erhielt Frontantrieb mit vorn quer eingebauten Motoren. Technische Grundlage war die neu konstruierte C-Plattform. Der DeVille, der nunmehr in der sechsten Generation erschien, war wiederum die Basisversion, während die besser ausgestattete Variante nun als Fleetwood (ohne den bisher verwendeten Namenszusatz „Brougham“) verkauft wurde. Parallelmodelle gab es bei den Schwestermarken Buick und Oldsmobile.

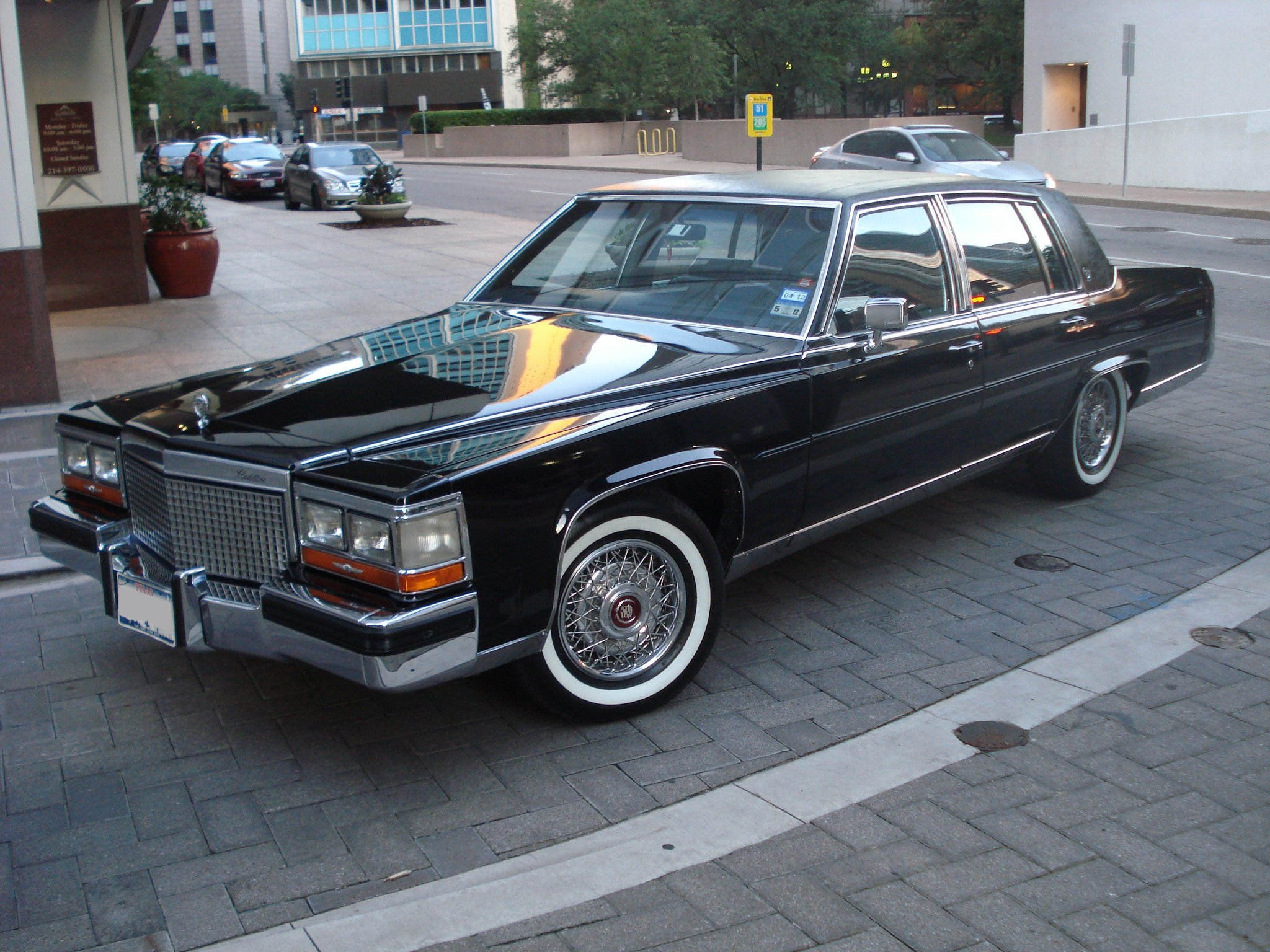
Vorgänger und Parallelmodell mit Hinterradantrieb: Cadillac Brougham

Weil die Akzeptanz der spürbaren Verkleinerung und der Umstellung der Antriebstechnik zunächst nicht sicher war, setzte Cadillac parallel zur neuen DeVille-Fleetwood-Reihe die Fertigung der alten, großen Modelle mit Hinterradantrieb fort. Sie wurden bis 1986 weiterhin als Fleetwood Brougham und ab 1987 als Cadillac Brougham (ohne den Namensbestandteil „Fleetwood“) verkauft.
Zum Modelljahr 1989 erschien eine neue De-Ville- und Fleetwood-Generation, die erneut auf der C-Plattform mit Frontantrieb basierte, aber länger war. Sie blieb bis 1992 im Programm. Ab 1993 verwendete Cadillac die Modellbezeichnung Fleetwood für eine große, hinterradgetriebene Limousine, die den bisherigen Brougham ablöste und kein Schwestermodell in der DeVille-Reihe mehr hatte.

## Modellbeschreibung

### C-Plattform
Technische Basis des Fleetwood ist die neu konstruierte C-Plattform. Der Aufbau ist selbsttragend. Der Motor ist vorn quer eingebaut und treibt die Vorderräder an. Die Autos der C-Plattform sind etwa 600 mm kürzer und bis zu 800 kg leichter als ihre direkten Vorgänger. Ungeachtet dessen ist der Passagierraum vorn und hinten nicht kleiner geworden.

### Karosserie

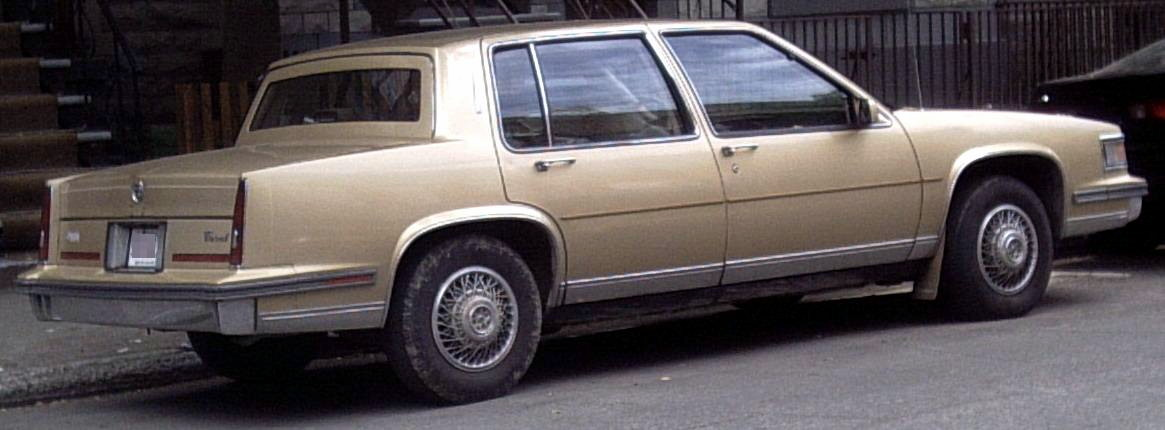
Fleetwood Sedan mit serienmäßigem Metalldach

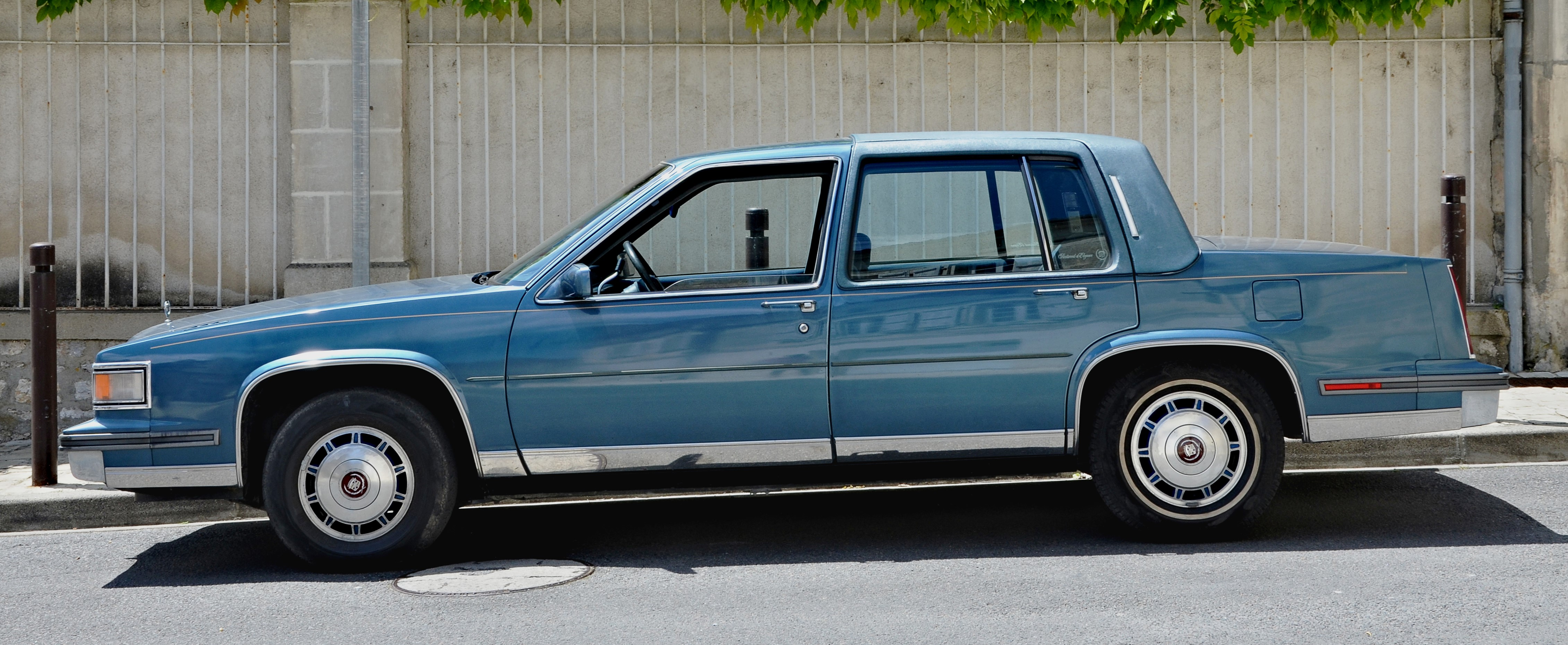
Fleetwood mit aufpreispflichtigem Formal Cabriolet Roof Treatment

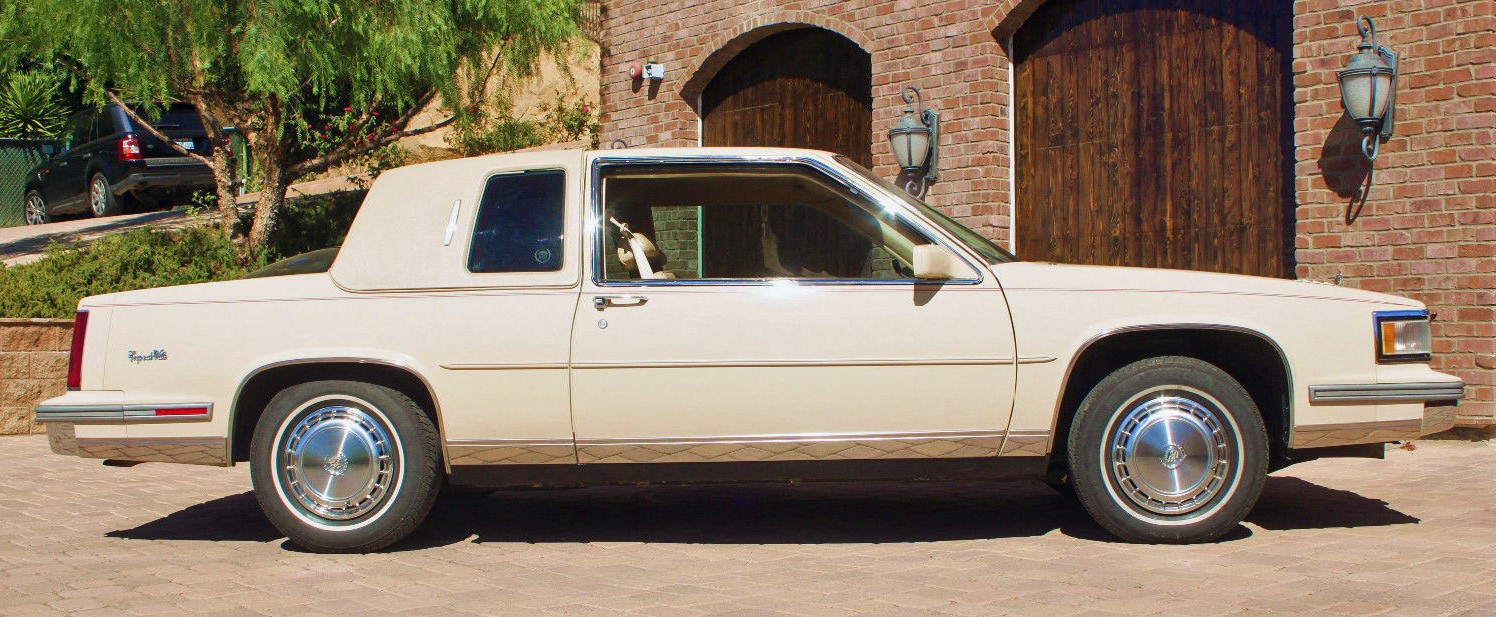
Formal Cabriolet Roof Treatment beim Zweitürer

Der Fleetwood war anfänglich als viertürige Stufenhecklimousine und als zweitüriges Stufenheckcoupé erhältlich. Im Gegensatz zum zweitürigen DeVille verkaufte sich das Fleetwood Coupé nur schwach, sodass Cadillac diese Karosserievariante mit Ablauf des Modelljahrs 1986 vom Markt nahm.
Die selbsttragende Karosserie des Fleetwood entspricht stilistisch weitestgehend der der zur gleichen Zeit produzierten sechsten DeVille-Generation. Auch die Dimensionen beider Modelle stimmen überein. Der Aufbau wurde unter der Leitung von Irv Rybicki gestaltet. Prägende Designelemente sind glattflächige Wagenflanken, eine leicht nach vorn abfallende Motorhaube und eine schmale, fast senkrecht stehende C-Säule mit hohem Heck. Vorn sind Breitbandscheinwerfer eingebaut; die seitlichen Positionsleuchten sind neben den Scheinwerfern angeordnet. Die Kühleröffnung ist mit einem feinmaschigen Gitter verkleidet, das in eine rechteckige, verchromte Maske eingebettet ist. Am Heck sind schmale, senkrecht angeordnete Rückleuchten installiert, ein Stilelement, das Cadillac seit den 1960er-Jahren regelmäßig bei seinen Full-Size-Modellen verwendete. Die Sicherheitsstoßstangen sind anders als beim Vorgängermodell stilistisch in den Karosseriekörper eingebunden.
Für das Dach des Fleetwood Coupé lieferte Cadillac serienmäßig ein Formal Cabriolet Roof Treatment. Das ist ein Vinylüberzug, der sich über den Abschnitt zwischen C-Säule und Türen erstreckt und das hintere Seitenfenster einbettet. Ungeachtet des Begriffs Cabriolet besteht das Dach selbst aus Metall und ist nicht versenkbar. Das Formal Cabriolet Roof Treatment gab es auch beim preiswerteren Coupé de Ville, war dort aber nur gegen Aufpreis erhältlich. Beim Fleetwood Sedan war diese Gestaltung gegen Aufpreis erhältlich.

### Antriebstechnik

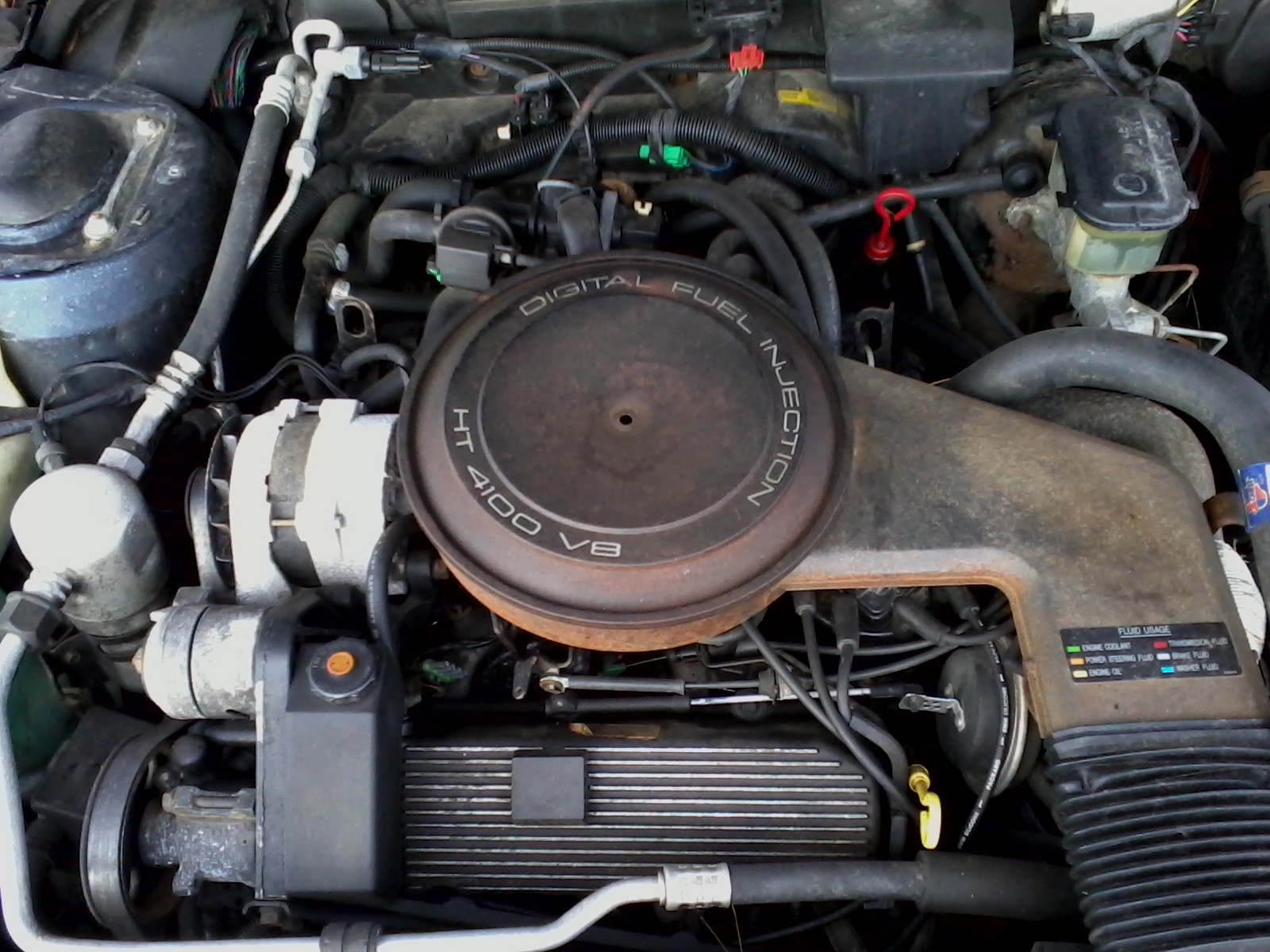
V8-Ottomotor Cadillac HT 4100

Die Motorisierung des Fleetwood entspricht der des Schwestermodells DeVille.
Standardmotorisierung war in allen Modelljahren ein vorn quer eingebauter Achtzylinder-V-Ottomotor aus Cadillacs HT-Reihe mit einem Zylinderblock aus einer Leichtmetalllegierung und einem Zylinderkopf aus Stahlguss. Im Programm standen zwei Hubraumversionen:
- Von 1985 bis 1987 war serienmäßig eine Version mit 4087 cm³ (249 cui) Hubraum (HT 4100) erhältlich, deren Leistung mit 101 kW (135 PS) angegeben wurde.
- Zum Modelljahr 1988 ersetzte Cadillac ihn durch eine größere Variante mit 4467 cm³ (273 cui) Hubraum (HT 4500) und einer Leistung von 116 kW (155 PS).[7]

Im Modelljahr 1985 war der Fleetwood wahlweise mit einem von Oldsmobile konstruierten 4,3 Liter großen Sechszylinder-V-Dieselmotor (Baureihe LS2) erhältlich. Seine Leistung wurde mit 63 kW (85 PS) angegeben. Nach nur einem Jahr gab Cadillac diese Wahlmöglichkeit auf.
Die Kraftübertragung übernimmt in jeder Motorisierungsvariante eine Viergangautomatik (Typ GM 440-T4), die über einen Stock an der Lenksäule zu bedienen ist.

## Verlängerte Versionen

### Fleetwood 75

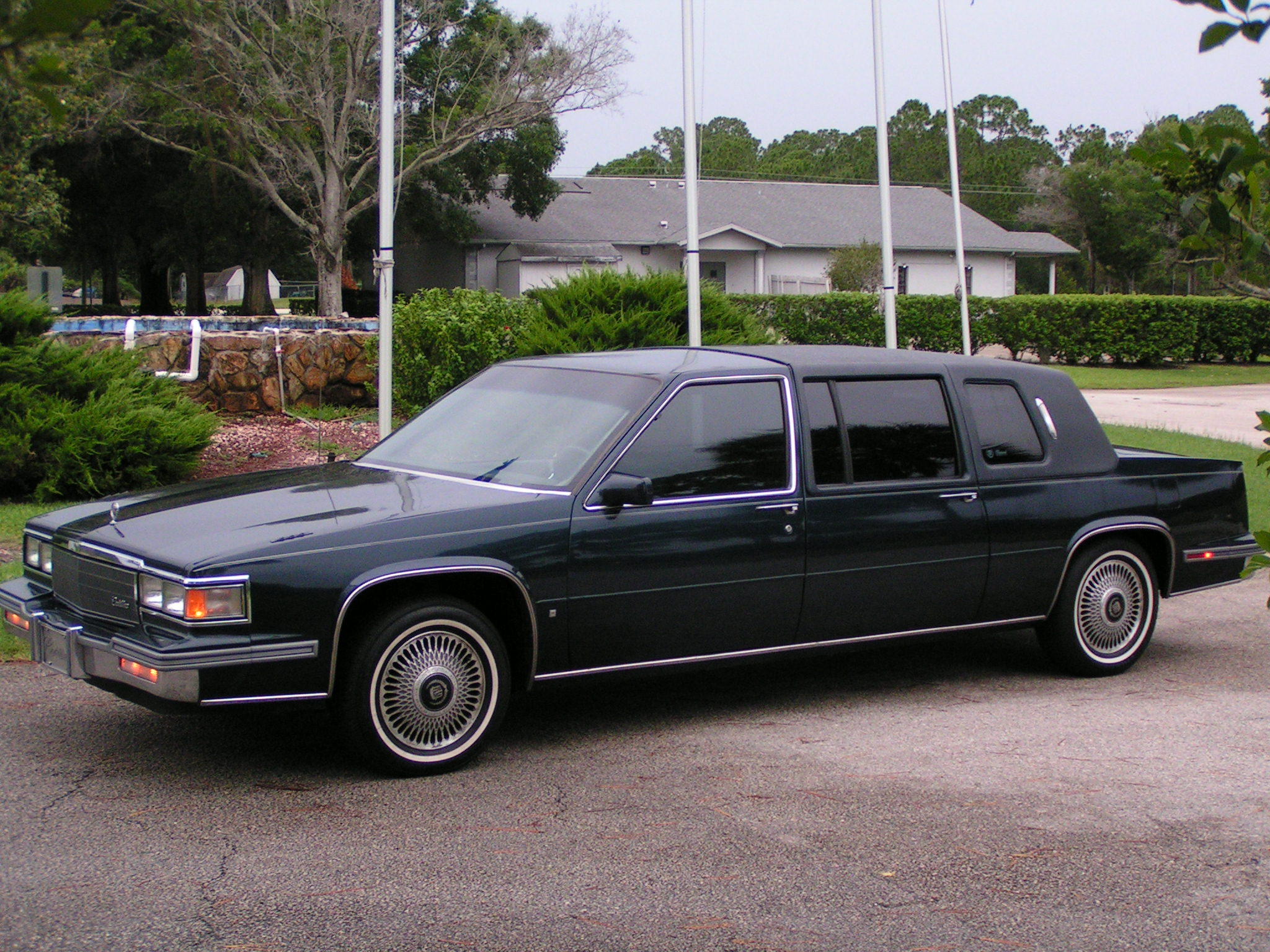
Cadillac Fleetwood 75

Zur Fleetwood-Familie gehörte in den Modelljahren 1985 und 1986 auch eine Repräsentationslimousine mit verlängertem Radstand, die als Achtsitzer ohne und als Siebensitzer mit einer Trennwand zwischen Fahrer- und Passagierraum erhältlich war. Der Fleetwood 75 baut auf dem zweitürigen Fleetwood Coupé auf. Der Radstand wurde um 600 mm auf 3414 mm verlängert. Die hinteren Türen wurden neu konstruiert, die hinteren Kotflügel entsprechen dem regulären Fleetwood Coupé. In der C-Säule befindet sich ein Opera window, daneben ist eine seitliche Leuchte angebracht. Die Dachgestaltung folgt dem als Formal Cabriolet Roof Treatment bezeichneten Ausführung, die auch bei den kurzen Versionen erhältlich war: Ein Vinylüberzug umspannt die C-Säule und umrahmt außerdem die hinteren Seitenfenster sowie die Fenster der hinteren Türen. Die einzige verfügbare Motorisierung war der vorn quer eingebaute Achtzylinder-V-Ottomotor aus Cadillacs HT-Reihe mit 4087 cm³ (249 cui) Hubraum (HT 4100). Den Dieselmotor gab es in der langen Limousine nicht.
Die Produktion des Fleetwood 75 war auf den unabhängigen Karosseriehersteller Hess & Eisenhardt in Madison Heights, Michigan, ausgelagert. Mit Ablauf des Modelljahrs 1986 stellte Cadillac den Fleetwood 75 werksseitig ein. Allerdings bauten auch danach noch zahlreiche unabhängige Karosseriehersteller, unter ihnen Hess & Eisenhardt, auf Kundenbestellung verlängerte Versionen des Fleetwood.

### Fleetwood 60 Special
1987 brachte Cadillac als Ersatz für den zuvor eingestellten langen Fleetwood 75 eine neue Sonderversion des viertürigen Fleetwood unter der Bezeichnung Fleetwood 60 Special auf den Markt. Die Bezeichnung griff mit 60 Special eine traditionelle Nomenklatur auf, die Cadillac von 1938 bis 1976 für exklusive, leicht verlängerte Versionen der Standardmodelle verwendet hatte. Der Fleetwood 60 Special der Modelljahre 1987 und 1988 hat einen 130 mm (5 Zoll) längeren Radstand als der reguläre Fleetwood. Die Verlängerung kam ausschließlich im Fond zum Tragen. Die hinteren Türen wurden verlängert. Weil die Seitenfenster unverändert blieben, ist die seitliche Einfassung der hinteren Fenster beim Fleetwood 60 Special breiter als beim regulären Fleetwood.
Der Fleetwood 60 Special wurde wie schon der Fleetwood 75 nicht im Werk, sondern bei Hess & Eisenhardt komplettiert. Hess & Eisenhardt erhielt serienmäßige Fleetwood Sedans, verlängerte sie durch den Einbau von Distanzstücken und installierte auch die hochwertige Ausstattung. Der Kaufpreis lag bei 34.850 US-$. Damit war der Fleetwood 60 Special fast 9.000 US-$ teurer als der reguläre Fleetwood (26.100 US-$).